# The Busher
The Busher er en amerikansk stumfilm fra 1919 af Jerome Storm.

## Medvirkende
- Charles Ray - Ben Harding
- Colleen Moore - Mazie Palmer
- Jack Gilbert - Jim Blair
- Jay Morley - Billy Palmer
- Otto Hoffman - Deacon Nasby
- Jack Nelson
- Louis Durham
- Margaret Livingston